# Gujavice
Gujavice (Lumbricidae) (poznatija pod imenom "kišne gliste") su porodica iz potkoljena kolutićavaca, reda maločetinaša.
Tijelo im je sastavljeno od velikog broja kolutića i pokriveno je kožom. U svakom kolutiću ponavljaju se isti organi (krvne žile, cjevčice za izlučivanje, gangliji i drugo). U koži su žlijezde koje izlučuju sluz, što gujavici olakšava kretanje u tlu. Kretanju pomažu snažni mišići i osam odnosno četiri para četina koje se nalaze na svakom kolutiću.
Gujavice pročišćuju zemlju i čine je rahlijom. Probavni sustav čine usta, ždrijelo i dugačko crijevo koje završava crijevnim otvorom. Probijajući se kroz tlo gujavica guta zemlju i lišće. Razgrađene hranjive tvari odlaze u krv, a neprobavljene tvari i rahla zemlja izlaze kroz crijevni otvor. Krvotok im je zatvoren. Sastoji se od leđne i trbušne krvne žile koje su međusobno povezane prstenastim žilama u svakom kolutiću. Krvne žile im se granaju u tanke kapilare koje u koži preuzimaju kisik. Disanje gujavica obavlja kožom koja je uvijek vlažna. Preko nje plinovi difuzijom lako ulaze u krv i izlaze iz krvi u okoliš. Za izlučivanje ima u svakom kolutiću po dvije cjevčice za izlučivanje. Na trbušnoj strani tijela gujavica ima ljestvičav živčani sustav. U svakom kolutiću nalaze se po dva ganglija međusobno povezana živčanim vrpcama. U nekoliko kolutića prednjeg dijela nalaze se muški i ženski spolni organi. Gujavica je dvospolac, ali oplodnja je unakrsna. Gujavica i njezini srodnici razvili su se od drevnih kolutićavaca.
Srodnici gujavice su pijavice (živi u kopnenim vodama) i kožasti cjevaš (živi u moru).